# William S. Knudsen
William Signius Knudsen (25 mars 1879 – 27 avril 1948) est un dirigeant important de l'industrie automobile et un général américain pendant la Seconde Guerre mondiale. Son expérience et son succès en tant que cadre supérieur clé dans les opérations de Ford Motor Company, puis de General Motors, ont amené l'administration de Franklin Roosevelt à donner directement la charge de lieutenant général de l'armée des États-Unis pour l'aider à diriger les efforts de production de matériel de guerre des États-Unis durant la Seconde Guerre mondiale.

## Biographie
Knudsen est né à Copenhague, au Danemark. Son nom était à l'origine Signius Wilhelm Poul Knudsen. Il a immigré aux États-Unis et est arrivé à New York en février 1900.
Knudsen travaillait pour la société John R. Keim de Buffalo (New York), fabricant de vélos et de pièces automobiles, lorsque la Ford Motor Company l'a acheté en 1911 pour son expérience dans l'usinage de l'acier et son outillage. Knudsen a travaillé pour Ford de 1911 à 1921, une décennie qui a vu le développement formatif de la chaîne de montage moderne et la véritable production de masse. Travaillant d'abord pour la Ford Motor Company, puis pour General Motors à partir de 1921, Knudsen devint un expert en production de masse et un gestionnaire compétent. Knudsen a été président de la division Chevrolet de General Motors de 1924 à 1937 et président de General Motors de 1937 à 1940.
En 1940, le président Roosevelt, sur la recommandation de Bernard Baruch, demande à Knudsen de venir à Washington pour participer à la production de guerre. Knudsen a été nommé président du Bureau de la gestion de la production et membre de la Commission consultative de la défense nationale, pour laquelle il a reçu un salaire de 1 dollar par an.
En janvier 1942, Knudsen reçut une nomination au grade de lieutenant général de l'armée américaine, étant le seul civil à avoir rejoint à un rang aussi élevé dans l'armée et fut nommé directeur de la production au Bureau du sous-secrétaire à la Guerre. À ce titre, il a travaillé comme consultant et dépanneur pour le département de la Guerre.
À ces deux postes, Knudsen utilisa sa vaste expérience dans les domaines de la fabrication et de l'industrie pour faciliter le plus grand travail de production de son histoire. En réponse à la demande de matériel de guerre, la production de machines-outils a triplé. Le nombre total d'aéronefs produits pour l'armée américaine en 1939 était inférieur à 3 000 avions. À la fin de la guerre, l'Amérique avait produit plus de 300 000 avions, dont le Boeing B-29 Superfortress qui a grandement bénéficié de la direction de Knudsen. La production des cargos et des navires de la marine a également augmenté de façon astronomique. L'influence de Knudsen a non seulement simplifié les procédures de passation des marchés publics, mais a également amené des entreprises qui n'avaient jamais fabriqué de matériel militaire à entrer sur le marché. L'Amérique surpassa ses ennemis en termes de production. Comme le disait Knudsen, « Nous avons gagné parce que nous avions étouffé l'ennemi dans une avalanche de production qu'il n'avait jamais vue ni rêvé possible. »,,
Il a été nommé directeur du Commandement des services techniques aériens (en) lors de sa fondation en juillet 1944 à Patterson Field, dans l'Ohio. Il a servi dans l'armée jusqu'à sa démission le 1er juin 1945.

## Vie privée
Knudsen fit la couverture du numéro du 7 octobre 1940 du magazine Time. Il était membre de l'Église luthérienne - Synode du Missouri (LCMS) à Detroit et a grandement contribué aux projets de la communauté dans la région de Détroit, notamment les bâtiments de deux églises luthériennes et de l'Institut évangélique luthérien pour les sourds,. Le fils de Knudsen, Semon « Bunkie » Knudsen (en), fut également un dirigeant éminent de l'industrie automobile.

## Honneurs et distinctions
Knudsen reçut la médaille Vermilye du Franklin Institute en 1941.
Knudsen reçut l'Army Distinguished Service Medal en 1944 et à nouveau en 1945 pour son service dans l'armée durant la Seconde Guerre mondiale. Il reçut également l'American Campaign Medal ainsi que la World War II Victory Medal pour son service en temps de guerre.
Il a également été nommé Chevalier de l'ordre de Dannebrog par le royaume de Danemark en 1930 et promu Grand Croix de l'ordre de Dannebrog en 1946.
Knudsen fut intronisé à l'Automotive Hall of Fame en 1968.
Sa fille fonda une bourse d'études nommé d'après ses parents.
La Knudsen Elementary School de Waterford (Michigan) porte son nom.
| Bronze oak leaf cluster |

| Distinguished Service Medal avec feuilles de chêne | American Campaign Medal | World War II Victory Medal |

|  | Lieutenant général, 15 janvier 1942 |